# 창원우편집중국

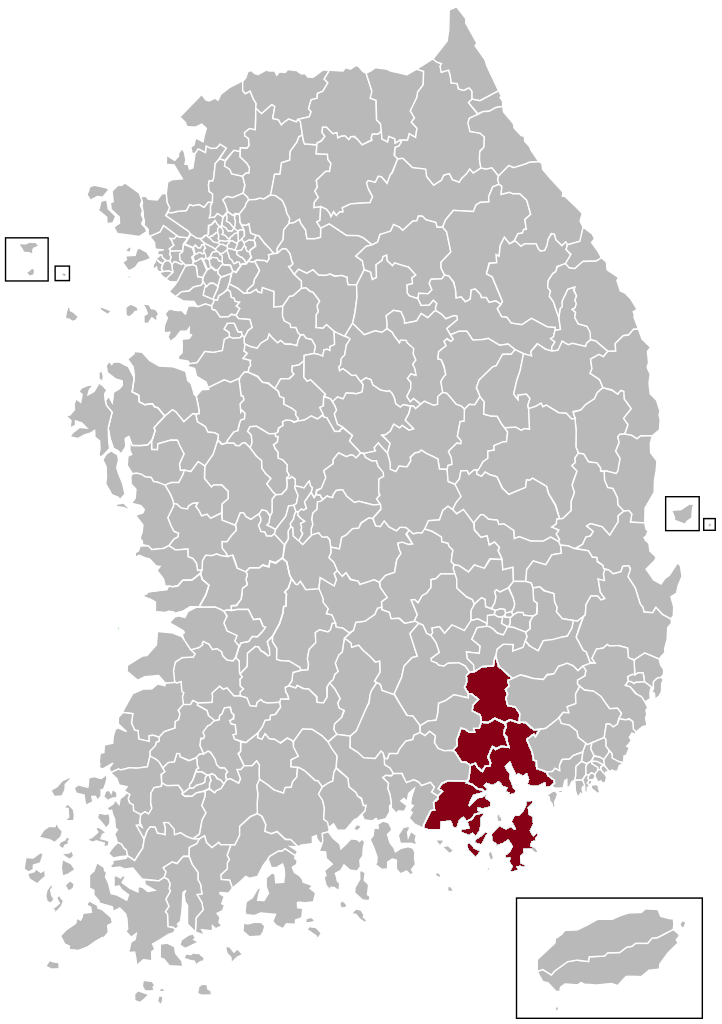
창원우편집중국의 관할구역

창원우편집중국(昌原郵便集中局)은 대한민국 우정사업본부 부산지방우정청 소속의 우편집중국이다. 경상남도 창원시 성산구 적현로 311번지(신촌동)에 있다.

## 관할구역
- 창원시, 창녕군, 함안군, 고성군, 통영시, 거제시

## 조직
- 기술과
  - 우편기계계
  - 동력설비계
- 업무과
  - 우편소통계
  - 물류총괄계
  - 지원과